# Wilhelm Köppen (Maler)

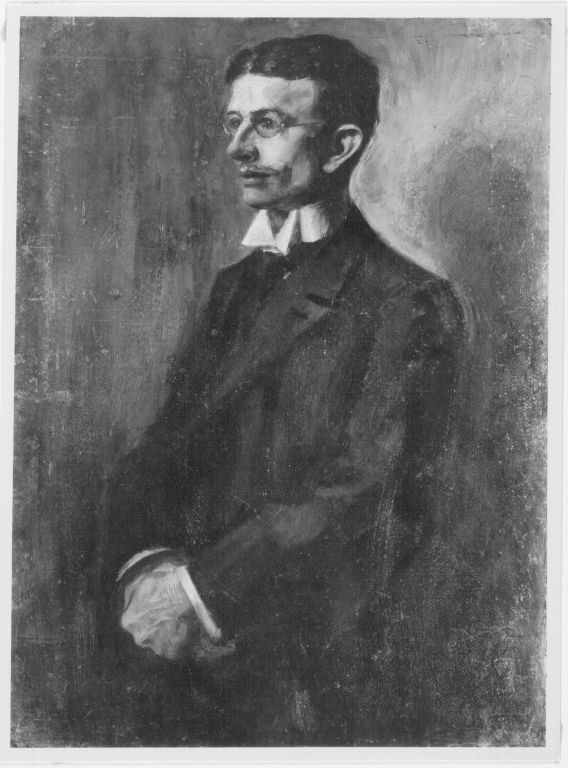
Wilhelm Köppen, porträtiert von Albert Weisgerber (um 1901/1902)

Wilhelm Köppen (* 8. August 1876 in München; † 13. Februar 1917 in Stuttgart) war ein deutscher Maler und Architekt.

## Leben
Köppen war ein Sohn des Marine- und Historienmalers Theodor Köppen (1828–1903) und dessen Frau Babetta (geborene Wieser; * 1843). Der Maler Max Köppen (1877–1960) war sein jüngerer Bruder und seine Schwester Katharina Köppen (* 1881) verstarb bereits mit 26 Jahren.
Am 15. Oktober 1894 schrieb er sich im Alter von 18 Jahren an der Akademie der Bildenden Künste München für das Fach Malerei (Malschule Lindenschmit) bei Wilhelm von Lindenschmit dem Jüngeren ein und studierte später in Stuttgart bei Franz von Stuck.
Köppens Dekorationsmalerei um die Jahrhundertwende verbindet Elemente des Historismus mit dem neuen aufkeimenden Jugendstil. Dabei war seine Jugendstil-Malerei immer geprägt von Neoklassizismus. Er entwarf die Dekorationskunst für die Ludwig-Maximilians-Universität München, das Kurhaus in Wiesbaden, die Stadthalle Hannover, oder das Fürstenbad von Bad Nauheim. Seine Darstellungen bedienen sich meist der griechisch-römischen Mythologie.

## Werke (Auswahl)

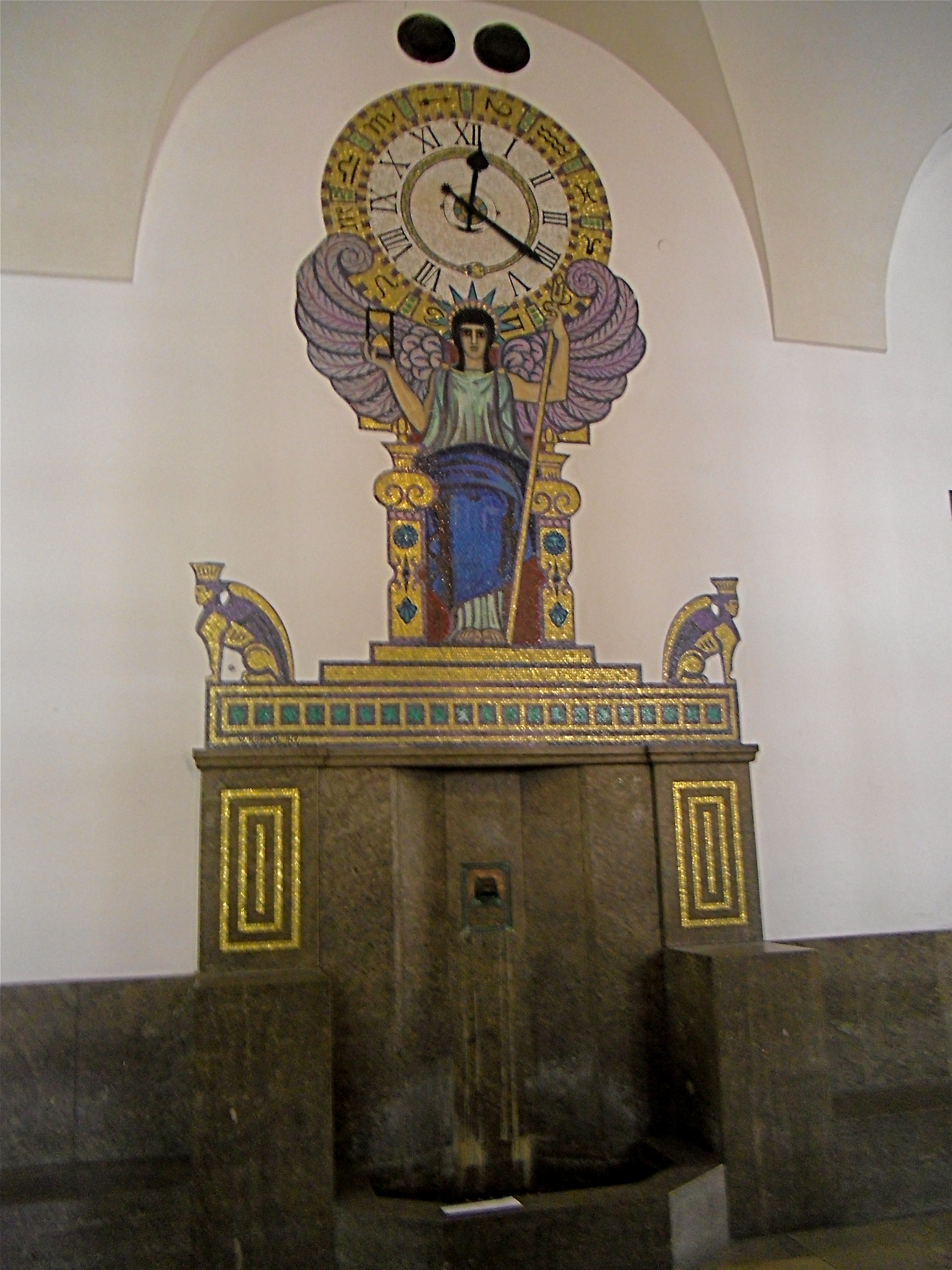
Wandbrunnen „Personifikation der Zeit“, Universität München (1909/1910)

- Mosaikpflaster-Boden, Lichthalle, 1909: Apsismosaik der großen Aula,[6] 1910: Entwürfe für Glasfenster für die Aula, 1909/1910: Wandbrunnen „Personifikation der Zeit“, Mosaik, am Auditorium Maximum im Hauptgebäude der Ludwig-Maximilians-Universität München
- 1907: Mosaikschmuck der Villa-Bassermann-Jordan in München
- 1907: Mosaiken im Kurhaus von Wiesbaden
- 1909: Mosaiken im Fürstenbad von Bad Nauheim
- 1909: acht Mosaike (u. a. Hygieia) in der Halle des ehemaligen Badehauses im Solbad Raffelberg, Speldorf[7]
- 1911: Apsisfresko und Kreuzweg der Anstaltskirche Mariä Sieben Schmerzen in Haar (bei München)
- 1913: Mosaik Prunkhalle der Villa Wach in Radebeul
- 1914: Wandrelief der Lichtgöttin, Stadthalle Hannover
- (1914) Innenausstattung des Dörnbergmausoleums  Evangelischer Zentralfriedhof (Regensburg)

Die Bayerischen Staatsgemäldesammlungen besitzen ein Gemälde von Albert Weisgerber, das Wilhelm Köppens porträtiert. Ebenso besitzen die Bayerischen Staatsgemäldesammlungen eine Büste von Ulfert Janssen, die den Maler Wilhelm Köppen darstellt.